# Związek Polaków w Prusach Wschodnich
Związek Polaków w Prusach Wschodnich – organizacja polonijna założona w 1920 w Olsztynie.
Za organizację Związku Polaków w Prusach Wschodnich odpowiadał ks. Wacław Osiński. Organizacja miała charakter społeczno-kulturalny, występując w obronie interesów polskich w różnych dziedzinach życia publicznego. Działała w regionie obejmującym: Warmię, Mazury i Powiśle. Działacze przyczynili się do powstania Polsko-Katolickiego Towarzystwa Szkolnego, którego prezesem został ks. Osiński. W 1924 Związek Polaków w Prusach Wschodnich został wchłonięty przez Związek Polaków w Niemczech.